# 西高加索
西高加索（英语：Western Caucasus）指黑海至厄爾布魯士峰一帶的高加索山脈西部地區，是歐洲現存唯一沒有明顯受人類影響的山區，這地區提供低地、冰川等不同的生境。1924年，蘇聯政府在克拉斯諾達爾邊疆區、阿迪格共和國和卡拉恰伊-切爾克斯共和國設立高加索國家自然生物圈保護區。

## 外部連結
- UNESCO World Heritage Site（页面存档备份，存于）
- Western Caucasusat Natural Heritage Protection Fund（页面存档备份，存于）
- Russian page about the Western Caucasus（页面存档备份，存于）
- Caucasian Reserve Website